# Zendaya (album)
Zendaya è l'album di debutto della cantante statunitense Zendaya Coleman, pubblicato il 17 settembre 2013 dalla Hollywood Records. Dopo aver recitato nella serie Disney Shake It Up, Zendaya ha firmato un contratto discografico con la Hollywood Records e ha iniziato a registrare alla fine del 2012. Zendaya è composto da undici canzoni; musicalmente è un album elettropop che incorpora urban pop, R&B e dubstep. I testi parlano di questioni di cuore e di amore, e Zendaya ha scritto sette delle dodici canzoni dell'album.
Dopo la pubblicazione, ci sono state molte recensioni positive da parte dei critici musicali, che hanno elogiato la produzione dell'album. Commercialmente Zendaya si è classificato in posizione 51 sulla Billboard 200, vendendo 7000 copie nella prima settimana. Il primo singolo, Replay, è stato pubblicato il 16 luglio 2013, e il video musicale ha debuttato il 15 agosto 2013 su VEVO e Disney Channel. Si tratta del singolo di Zendaya che ha raggiunto la posizione più alta, entrando nella top 40 tra Stati Uniti e Nuova Zelanda. Per promuovere ulteriormente l'album, la cantante è comparsa a diversi programmi televisivi e girato il Nord America con lo Swag It Out Tour.

## Antefatti
Dopo aver iniziato la sua carriera come attrice, recitando nella serie televisiva A tutto ritmo e collaborando per la colonna sonora pubblicando i singoli Watch Me e Something To Dance For; l'8 agosto 2012 Zendaya ha annunciato di aver firmato un contratto discografico con la Hollywood Records. Nel maggio 2013, è stato riportato che l'album di debutto sarebbe uscito nell'autunno del 2013 e il singolo principale sarebbe stato pubblicato a giugno. Il 13 agosto 2013, Zendaya ha rivelato che il suo album sarebbe stato omonimo ed ha svelato la copertina ufficiale per il disco.

## Musica e testi
Zendaya è composto da undici tracce; l'album è principalmente basato sull'elettropop urban, che sperimenta musicalmente con generi pop, R&B e dubstep. Dal punto di vista lirico, l'album parla di questioni di cuore e di amore. Il presentatore radiofonico Ryan Seacrest ha commentato la musica dell'album definendola "per la maggior parte un'offerta ibrida pop/R&B" e che l'album conteneva "pezzi urban". Il brano di apertura dell'album e singolo principale Replay è una "traccia pop grintosa", prodotta da Mick Schultz. Replay è una canzone electro-R&B con influenze di glitch e dubstep. La canzone successiva Fireflies è una miscela di generi pop e R&B, che contiene un "heavy beat". Scared è una canzone pop up-tempo che parla liricamente di "cercare di salvare una relazione per paura di rimanere da sola". Scared è stato scritto da Tiffany Fred e Paul "Phamous" Shelton, ed è stato descritto da Zendaya come avente un "tipo di atmosfera Kanye West". Love You Forever è una canzone upback di "ritorno al passato degli anni 90" che è stata paragonata al lavoro della cantante Aaliyah. Liricamente la canzone parla dell'innamoramento di Zendaya su una pista da ballo.

## Promozione
Il 19 settembre 2013, Zendaya ha fatto la sua prima esibizione nazionale al The Ellen DeGeneres Show, in cui ha cantato il primo singolo dell'album. Il 29 ottobre, Zendaya è stato il nuovo artista del mese del The Today Show, dove ha eseguito una versione acustica di Replay. Il 29 novembre ha eseguito Replay su BET's 106 & Park. All'inizio del 2012, Zendaya ha intrapreso un tour nordamericano intitolato Swag It Out Tour, al fine di promuovere il suo album di debutto e la colonna sonora di A tutto ritmo. Il tour è iniziato il 5 agosto 2012 a Oakland e si è concluso il 17 dicembre 2013. Il tour consisteva in due tappe in America e Canada con un totale di ventuno spettacoli.

## Singoli
Replay è stato pubblicato come singolo principale dell'album il 16 luglio 2013. La canzone è stata accolta con recensioni positive dalla critica, elogiando i suoi testi catchy. Replay ha ottenuto un successo moderato: ha debuttato alla 77ª posizione e ha raggiunto la 40ª nella Billboard Hot 100 degli Stati Uniti, diventando la prima top 40 della cantante. La canzone è entrata anche nella classifica della Nuova Zelanda e nella Billboard Dance Club Play degli Stati Uniti, raggiungendo rispettivamente la diciottesima e terza posizione. Zendaya ha registrato un remix di My Baby con i rapper americani Ty Dolla Sign, Iamsu! e Bobby Brackins. Sono stati pubblicati i video musicali delle due versioni, ma la canzone non è stata distribuita come singolo.

## Tracce
1. Replay – 3:29 (Zendaya, Mick Schultz, Paul Shelton, Tiffany Red)
2. Fireflies – 4:13 (Harmony Samuels, Dawn Richard, Andrew Scott)
3. Butterflies – 3:47 (Jason Evigan, Sam Watters, Jordan Johnson, Marcus Lomax, Stefan Johnson)
4. Putcha Body Down – 3:19 (Jonas Jeberg, Marlin Bonds, CJ Holland)
5. Heaven Lost an Angel – 3:11 (Zendaya, Jordan Johnson, Marcus Lomax, Stefan Johnson, Clarence Coffee)
6. Cry for Love – 3:48 (Zendaya, James Roston, Chris Aparri)
7. Only When You're Close – 3:44 (Zendaya, Jordan Johnson, Marcus Lomax, Stefan Johnson, Clarence Coffee, Autumn Rowe)
8. Bottle You Up – 3:38 (Livvi Franc, Mitch Allan, Jason Evigan)
9. Scared – 2:57 (Ronald Jackson, Tiffany Red, Robert L. Allen, Paul Shelton)
10. Love You Forever – 4:07 (Nick Jonas, Zendaya, Paul Shelton, Tiffany Red, Marcus Kincy)
11. My Baby – 3:07 (Zendaya, Bobby Brackins, Nicholas Balding)

Traccia Deluxe (disponibili nella versione Target)
1. Parachute – 3:10 (Zendaya, Paul Shelton, Pierre Heath, Nick Gross, Mike Riley, Kimberly Dopson)

## Classifiche
| Classifica (2013) | Posizione massima |
| ----------------- | ----------------- |
| Stati Uniti       | 51                |

## Date di pubblicazione
| Paese       | Data di pubblicazione | Edizioni                    | Etichetta         |
| ----------- | --------------------- | --------------------------- | ----------------- |
| Stati Uniti | 17 settembre 2013     | - Standard - Target edition | Hollywood Records |
| Canada      | 17 settembre 2013     | Standard                    | Hollywood Records |
| Mondo       | 11 aprile 2014        | Standard                    | Universal Music   |

## Formazione
- Kazembe Ajamu – produttore esecutivo, management
- Mitch Allan – produttore
- Robert L. Allen – coro
- Chris "Flict" Aparri – produttore
- Dan Book – produttore vocale
- Bobby Brackins	– produttore
- Jose Cardoza – tecnico
- Jeremy Cimino – mixing
- Mike Daly – A&R, direttore creativo
- Jason Evigan – produttore
- Livvi Franc – coro
- Tiffany Fred – produttore vocale, coro
- Brian "Big Bass" Gardner – mastering
- Ajayi Jackson – produttore vocale
- Jaiden the Cure – coro
- Jonas Jeberg – tecnico, produttore, produttore vocale
- Stefan Johnson	– tecnico, produttore vocale
- Nick Jonas – produttore
- Enny Joo – direttrice artistica, design
- Jukebox – tastiere, percussioni, produttore
- Marcus Kincy – tastiere
- Carlos King – tecnico
- Brandon Kitchen – A&R, direttore creativo
- Aldo Lehman – tecnico
- Marcus Lomax – produttore vocale
- Michael Manata – aiuto
- Al Manerson – produttore esecutivo
- The Monsters – produttore
- Vernon Mungo – aiuto mixing
- Nic Nac – tecnico, produttore
- Jeremiah Olvera – aiuto
- Neal H. Pogue – mixing
- Carmen Reece – arrangiamento vocale, produttore vocale, coro
- Harmony Samuels – strumentazione, produttore, produttore vocale
- Mick Schultz – tecnico, produttore
- Michael Schwartz – fotografia
- Paul "Phamous" Guy Shelton – produttore, produttore vocale
- Strangerz – produttore
- Suspex	– strumentazione, produttore
- Sam Watters – produttore vocale
- Zendaya – concept, produttore esecutivo, voce